# Senefelderplatz
Senefelderplatz – plac w Berlinie, w Niemczech, w dzielnicy Prenzlauer Berg, okręgu administracyjnym Pankow. Został wytyczony w XIX wieku.
Przy placu znajduje się stacja metra linii U2 Senefelderplatz.